# 二宮 (船橋市)
二宮（にのみや）は、千葉県船橋市の町名。現行行政地名は二宮一丁目および二宮二丁目。全域が住居表示実施区域である。郵便番号は274-0823。

## 地理
船橋市のほぼ中部に所在する。町域の北方から西方にかけて飯山満町、南方に前原西、滝台、東方に滝台町、滝台が接している。
また、南東側では京成電鉄松戸線が通っている。

### 地価
住宅地の地価は、2014年（平成26年）1月1日の公示地価によれば、二宮1-14-6の地点で11万7000円/m2となっている。

## 歴史
1974年（昭和49年）2月1日、飯山満町2・3丁目と滝台町のそれぞれ一部の地域に船橋市が住居表示を施行し、新たに「二宮一〜二丁目」が誕生した。

### 地名の由来
近隣の二宮神社に拝み、その地名が付いたとされる。

## 世帯数と人口
2017年（平成29年）11月1日現在の世帯数と人口は以下の通りである。
| 丁目       | 世帯数    | 人口    |
| ---------- | --------- | ------- |
| 二宮一丁目 | 1,697世帯 | 3,871人 |
| 二宮二丁目 | 1,118世帯 | 2,421人 |
| 計         | 2,815世帯 | 6,292人 |

## 小・中学校の学区
市立小・中学校に通う場合、学区は以下の通りとなる。
| 丁目       | 番   | 小学校               | 中学校             |
| ---------- | ---- | -------------------- | ------------------ |
| 二宮一丁目 | 全域 | 船橋市立飯山満小学校 | 船橋市立二宮中学校 |
| 二宮二丁目 | 全域 | 船橋市立飯山満小学校 | 船橋市立二宮中学校 |